# Казаково (Арзамасский район)

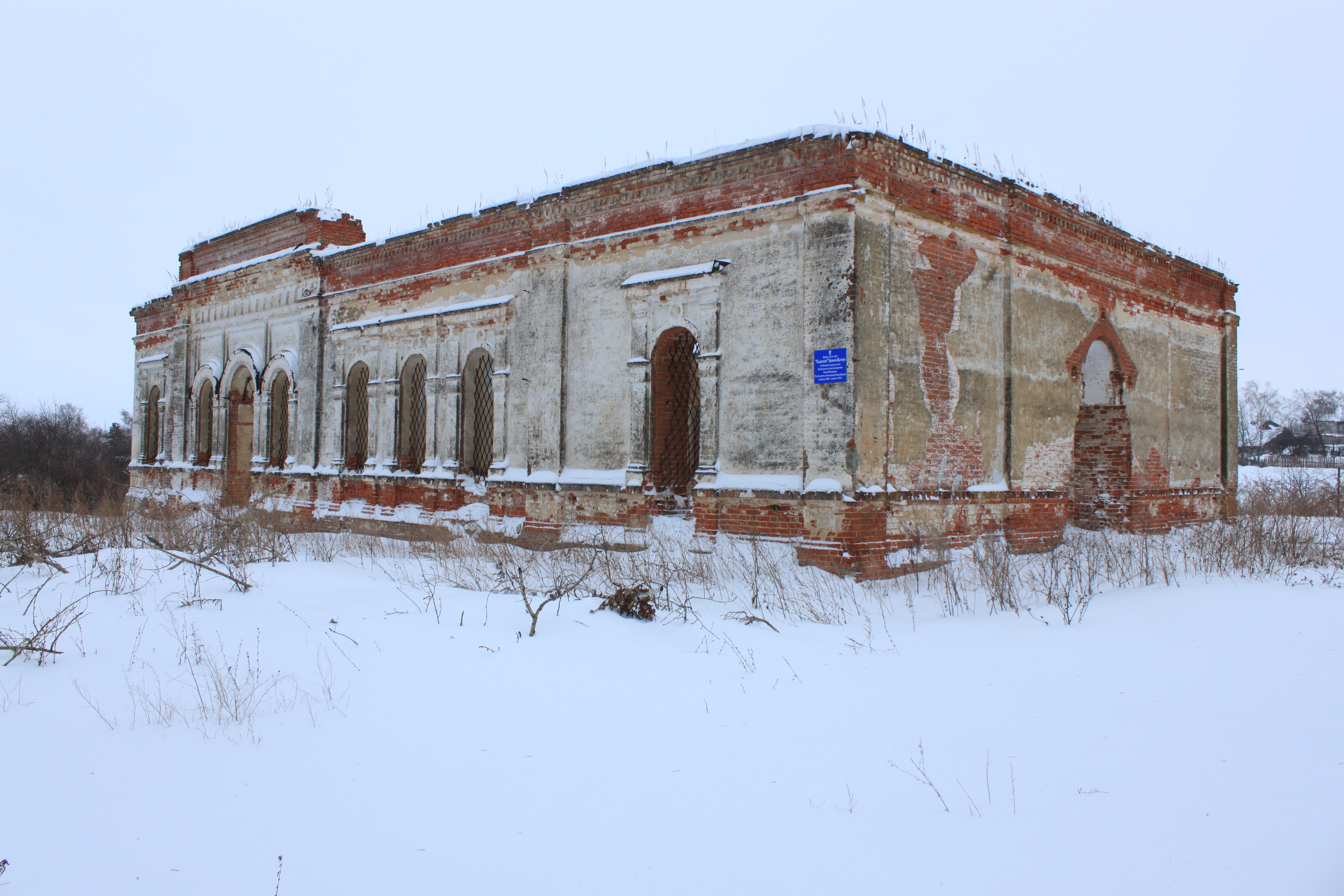
Церковь в честь иконы Казанской Божией Матери

Казако́во — село в Арзамасском районе Нижегородской области. Входит в состав Бебяевского сельсовета.. Располагается в 4,5 км от Ленинского, в 21,5 км от Арзамаса.

## Население
| 1999 | 2002 | 2010 |
| ---- | ---- | ---- |
| 543  | ↘426 | ↘377 |

## Церковь
В селе находится церковь Казанской иконы Божией Матери. Трёхпрестольная. Второй престол во имя великомученика Георгия Победоносца. Третий престол во имя великомученицы Варвары. Построена в 1884 году, закрыта в 1941 году.